# 傅柏翠
傅柏翠（1895年—1993年1月30日），男，福建上杭人，中国政治人物。

## 生平
早年留学日本，加入过中华革命党。1927年加入中國共产党，参加领导上杭蛟洋农民暴动，後擔任红四军前委委员以及闽西苏维埃政府执行委员兼财政经济部长。1931年被指稱是社会民主党的特委书记后，被开除党籍，於是傅柏翠率地方武装脱离红军大队。1949年5月，在上杭通电起义，宣布脱离国民党当局，接受中国共产党领导；6月，组织闽西义勇军。
中華人民共和國建國後任福建省人大常委会副主任，第三、四、五、六届全国政协委员。